# Union von Scranton
Die Union von Scranton ist eine altkatholische Kirchengemeinschaft. Sie ist benannt nach der Stadt Scranton in Pennsylvania, dem Ursprungsort ihrer größten Mitgliedskirche, der Polish National Catholic Church of America.

## Geschichte
Im Jahr 2003 verließ die Polnisch-Katholische Nationalkirche (Polish National Catholic Church, PNCC) in Nordamerika die Utrechter Union der Altkatholischen Kirchen. Vorausgegangen war zunächst die Entscheidung der westeuropäischen Kirchen der Utrechter Union, Frauen auch ohne Zustimmung der Internationalen Bischofskonferenz der Utrechter Union zum sakramentalen Priesteramt zu weihen; darauf folgte dann eine jahrelange Suspension der Sakramentengemeinschaft mit diesen Kirchen durch die PNCC.
Im Jahr 2008 verabschiedeten die Bischöfe der PNCC die Erklärung von Scranton. Diese bestätigt zum einen die Utrechter Erklärung von 1889 und verwirft insbesondere die Lehren von der päpstlichen Unfehlbarkeit und des päpstlichen Jurisdiktionsprimats sowie (im Hinblick auf die Form ihrer Dogmatisierung) auch die neuzeitlichen Mariendogmen (Immaculata, Assumpta) der römisch-katholischen Kirche. Zum anderen werden in ihr die Frauenordination und die kirchliche Segnung gleichgeschlechtlicher Partnerschaften als schrift- und traditionswidrig abgelehnt.
Als 2010 die Nordisch-Katholische Kirche durch die Wahl und Konsekration eines eigenen Bischofs (Roald Nikolai Flemestad) von der PNCC zu einer weitgehend selbstverwalteten Kirche wurde, entstand die Union von Scranton als Kirchengemeinschaft zwischen der PNCC und der Nordisch-Katholischen Kirche. Der Grad der Eigenständigkeit der Nordisch-Katholischen Kirche entspricht in etwa jenem der autonomen Kirchen in der byzantinisch-orthodoxen Kirche und ist damit geringer als Autokephalie. So obliegt die Konsekration ihrer Bischöfe der von der PNCC dominierten Bischofskonferenz der Union von Scranton.
Die Union von Scranton als Gemeinschaft selbstverwalteter Kirchen ist grundsätzlich für weitere Mitgliedskirchen offen. Derzeit führt die Union von Scranton einen Dialog mit verschiedenen Kirchen der anglokatholischen Tradition, z. B. der Anglican Catholic Church und der Anglican Church in America. Zwischen 2013 und 2015 gab es ähnliche Gespräche zwischen der Union von Scranton und der Free Church of England, allerdings ohne Ergebnis.

## Theologie
Zu den Grundlagendokumenten der Union von Scranton zählt erstens die zuvor beschriebene Erklärung von Scranton, welche auf der Utrechter Erklärung basiert. Zweitens zählt hierzu das aus dem orthodox-altkatholischen Dialog 1987 hervorgegangene Konsensdokument Koinonia auf altkirchlicher Basis, das die PNCC auf ihrer Generalsynode 1990 ratifiziert und die Nordisch-Katholische Kirche 2009 in ihr Glaubensdokument (Trusdokument) aufgenommen hat.

## Organisation
Das Statut der Union von Scranton ist jenem der Utrechter Union nachempfunden. Die Union von Scranton ist bischöflich-konziliar verfasst. Höchstes beschlussfassendes Gremium ist die Internationale Katholische Bischofskonferenz (International Catholic Bishops’ Conference, ICBC). Einen Ehrenprimat – als Vorsitzender der Internationalen Katholischen Bischofskonferenz – genießt der Leitende Bischof (Prime Bishop) der PNCC; gegenwärtig ist dies Bischof Anthony Mikovsky.
Die Gesamtmitgliederzahl der Mitgliedskirchen der Union von Scranton beträgt deutlich mehr als 25.000. (Dies ist die Mitgliederzahl in Nordamerika.) Durch die Nordisch-Katholische Kirche ist die Union von Scranton in sieben europäischen Ländern vertreten. Seit 2012 besteht eine Administratur der Nordisch-Katholischen Kirche in Deutschland.
Die bischöfliche Aufsicht für die deutsche Administratur der Nordisch-katholischen Kirche wurde durch Beschluss vom 24. April 2023 von dem bisherigen bischöflichen Delegaten der Union von Scranton, Bischof Dr. Roald Nikolai Flemestad, an den Diözesanbischof der Nordisch-katholischen Kirche in Skandinavien, Bischof Ottar Mikael Myrseth, übergeben.